# Elisabeth Pedersdatter Heeboe
Elisabeth Pedersdatter Heeboe, född 1643, död 1703, var en dansk poet. Hon utgav Enckens Suck- og Sang-Offer 1687 och 1689 Aandelige Brude-Harmonie. Många samtida dikter tillägnades henne. 